# Těžko říct
Těžko říct je poslední studiové album pražské hudební skupiny Psí vojáci. Obsahuje deset písní a tři malá intermezza (Tón). Autorem všech textů je Filip Topol. Deska byla nahrána na přelomu srpna a září 2003 v brněnském studiu Audio Line a už na konci září uvedena do prodeje na CD a MC. Nezvyklá je přítomnost tří hostů, z toho i bývalého člena kapely Jana Hazuky.

## Seznam písní
1. Napsal jsem píseň – 5:45
2. Možná moc čaje – 6:49
3. Holičky – 2:32
4. Tón – 0:11
5. Kabátky děravý – 4:14
6. Kozlík na louce – 2:09
7. Musantet – 5:34
8. Tón – 0:22
9. Těžko říct – 4:45
10. Prší 5 – 3:10
11. Tón – 0:23
12. On šíp – 6:59
13. Ježura – 17:41

## Složení

### Psí vojáci
- Filip Topol – piana, zpěv
- David Skála – bicí
- Luděk Horký – basová kytara, elektrická kytara, tamburína

### Hosté
- Jan Hazuka – španělská kytara, zpěv
- Michal Gera – trubka a křídlovka
- Tomáš Schilla – violoncello